# Jiří Strniště
Jiří Strniště (24. dubna 1914 Dašice – 30. července 1991 Praha) byl český dirigent a hudební skladatel.

## Život
Absolvoval obchodní školu v Jablonci nad Nisou. V roce 1932 vstoupil na Pražskou konzervatoř a studoval dirigování u Pavla Dědečka a skladbu u Rudolfa Karla a Otakara Šína. Navštěvoval i mistrovskou školu Vítězslava Nováka.
Po absolvování konzervatoře byl dirigentem divadelních orchestrů v Kladně, Hradci Králové, Olomouci, Liberci a krátce i v Praze a v Teplicích. V roce 1945 se stal šéfem operety v Ostravě. V letech 1949 až 1952 byl dramaturgem Československého státního filmu a v roce 1960 se stal tajemníkem a dramaturgem opery Národního divadla.
Po odchodu do důchodu žil v Lomnici nad Popelkou, kde je také pohřben.

## Dílo

### Operety
- Divotvorný klobouk (1941)
- Hrdinové na zámečku (1955)

### Orchestrální skladby
- Lidová suita (1952)
- Malá serenáda pro smyčce (1953)
- Burleska pro dva klavíry a orchestr (1954)
- Legenda (1954)
- Romance pro violoncello a smyčcový orchestr (1954)
- Tři tance (1954)
- Život. Symfonická báseň pro velký orchestr (1955)
- Večerní setkání. Suita pro klavír a orchestr (1957)
- Na přátelství. Suita pro orchestr (1957)
- Vzpomínka pro housle a malý orchestr (1958)
- Dramatická předehra (1968)
- Jubilejní předehra k 25. výročí Února (1972)
- Mládí. Rondo pro orchestr (1972)
- Nocturno pro harfu a smyčcový orchestr (1973)
- Raketou na Petrodvorce (1973)
- Ricordo pro housle a malý orchestr (1977)
- Nocturno pro smyčcový orchestr (1978)
- Koncert pro lesní roh a komorní orchestr (1978)
- Rumunský tanec (1978)
- Romance a rondo pro violoncello a smyčcový orchestr (1979)
- Variace na slezskou lidovou píseň pro orchestr (1980)

### Komorní skladby
- Sonáta pro hoboj a klavír (1955)
- Dětské hry (suita pro 2 hoboje a fagot, 1953, rev. 1971)
- Čtyři chorovody s intrádou pro 4 lesní rohy (1973/83)
- Suita pro žesťový kvartet (1973)
- Nocturno pro harfu a smyčce (1973)
- Oktet (1975)
- Pro dobrou náladu. Pieca pro fagot s průvodem klavíru (1974)
- Ricordo pro housle a klavír (1976)
- Sonáta pro hoboj a klavír (1976)
- Nocturno pro smyčce (1978)
- Allegro giusto, Amoroso, Sostenuto pro klavír (1978)
- Romance a rondo pro violoncello a klavír (1979)
- Dialogy pro flétna|flétnu a harfu (1979)
- Valse caprice pro dechový kvintet (1980)
- Quattro pezzi per arpa cromatica (1980)
- Esercizio per stromenti a percussione in modo popolare (1980)

### Vokální skladby
- Havíři. Píseň pro dětský sbor na slova Jana Aldy (1949)
- Mladým komunistům. Kantáta pro baryton, smíšený sbor a orchestr (1949)
- Podzimní písně pro baryton a klavír
- Rodná země. Mužský sbor (1972)
- Žena. Cyklus písní pro tenor s průvodem klavíru (1975)
- Ty jediná nechceš nic. Mužský sbor na báseň Miroslava Floriana (1978)
- Písně pro baryton a klavír na slova Františka Halase (1979)
- Trojí majestát. Mužský sbor se sólem na báseň Viléma Závady (1982)